# Lampona kirrama
Lampona kirrama är en spindelart som beskrevs av Norman I. Platnick 2000. Lampona kirrama ingår i släktet Lampona och familjen Lamponidae.
Artens utbredningsområde är Queensland. Inga underarter finns listade i Catalogue of Life.